# Nojoud Ali
Nojoud Ali, in arabo نجود علي (Yemen, 17 giugno 1998), è una scrittrice e attivista yemenita, emersa dall'onore delle cronache come riferimento nella battaglia femminista contro il matrimonio forzato. È coautrice di un libro sulla sua vicenda tradotto in 15 lingue, ed è la più giovane divorziata al mondo.

## Biografia
Molto piccola, Nojoud e la sua famiglia scappano dal loro villaggio nello Yemen poiché, come si scoprirà solo in seguito, sua sorella maggiore Mona è stata rapita e messa incinta. La vicenda avviene prima del matrimonio e quindi la ragazza viene obbligata a sposare in tutta fretta il suo rapitore, il che comunque lascia uno stigma sulla famiglia d'origine perché, proprio a causa della violenza, Mona il giorno delle nozze non è più vergine.
Nella capitale San'a, dove si trasferiscono, il padre non trova lavoro per cui i figli devono arrangiarsi per vivere. A causa della povertà della famiglia, il padre di Nojoud accetta per sua figlia, che in quel momento aveva solo otto anni, una proposta di matrimonio di un trentenne. Così la bambina, in brevissimo tempo e contro la sua volontà convola a nozze, e quindi è obbligata a lasciare i coetanei e vivere nella casa del marito, occupandosi dei soli lavori domestici; come se non bastasse il marito la picchia e la violenta, con la complicità della propria madre.

### Il divorzio
Due mesi dopo le nozze, Nojoud riesce finalmente ad ottenere il permesso di andare a trovare i genitori a San'a. Costoro, a causa delle loro precarie condizioni economiche, rispondono che non possono far nulla e che è dovere della figlia obbedire al marito, ma Nojoud riceve dalla seconda moglie di suo padre, Dowla, il suggerimento di scappare ed andare alla ricerca di un tribunale. Giunta in un tribunale si rivolge ad un magistrato al quale chiede aiuto. Nel frattempo viene alloggiata in casa di un altro magistrato.
Nella sua causa viene sostenuta dall'avvocato Chadha Nasser, che la patrocina gratuitamente, aiutandola nella sua battaglia. La legge yemenita pone il limite inferiore di 15 anni di età per i matrimoni, ma un emendamento introdotto nel 1999 in riferimento al matrimonio del profeta Maometto, sposatosi con Aisha, una bambina di nove anni, consente lo stesso lo svolgersi del rito matrimoniale, la consegna della dote alla famiglia della sposa, ma vieta i rapporti sessuali con le giovani spose, fino a quando queste non abbiano raggiunto la pubertà. Di fronte alla corte l'avvocato Nasser accuserà il marito di aver infranto la legge stuprando la moglie impubere, nonché il padre e il marito di aver mentito, sull'età di Nojoud in una seduta precedente, per discolparsi. Nel corso del dibattito Nojoud rigetterà la proposta del giudice di riunire nuovamente la coppia dopo un intervallo di tre - cinque anni. Il 15 aprile 2008 il tribunale le accorderà il divorzio al prezzo di mille riyal (equivalenti a circa 360 euro) da rifondere al marito come risarcimento per la rottura del contratto matrimoniale. La somma verrà raccolta grazie ad una sottoscrizione organizzata dallo Yemen Times, a causa dell'indigenza della famiglia di Nojoud.

### L'autobiografia
Poco dopo la ragazza va a Parigi e scrive un'autobiografia, assieme alla giornalista franco-iraniana Delphine Minoui, intitolata Moi Nojoud, 10 ans, divorcée (Io, Nojoud, dieci anni, divorziata): il libro diventa un bestseller e viene tradotto in 15 lingue. Nel 2008 è inserita nell'elenco di donne dell'anno dalla rivista Glamour, in quanto la più giovane divorziata del mondo, e riprende la scuola.
Nel 2013 Nojoud ha lamentato che il padre ha cacciato la figlia da casa, ha utilizzato i proventi dell'autobiografia non per migliorare il tenore di vita della famiglia, ma per procurarsi altre due mogli e ha combinato un matrimonio per un'altra figlia, Haifa; l'ex marito Faez nel frattempo si è risposato e passa a Nojoud 20-30 dollari al mese.
Dal libro è tratto un film, La sposa bambina, della regista Khadija al-Salami, uscito in Italia nel maggio 2016. Nel frattempo, un anno prima, la ragazza ha cambiato il proprio nome da Nojood (in yemenita significa "nascosta") a Nojoom ("stelle" nella medesima lingua).